# Ghánai labdarúgó-bajnokság (első osztály)
A Glo Premier League a ghánai labdarúgó bajnokságok legfelsőbb osztályának elnevezése. 1956-ban alapították és 16 csapat részvételével zajlik. A bajnok a bajnokok Ligájában indulhat, az utolsó három pedig kiesik.

## A 2011–2012-es bajnokság résztvevői
| Város          | Klub                  |
| -------------- | --------------------- |
| Kumasi         | Asante Kotoko         |
| Obuasi         | Ashanti Gold          |
| New Edubiase   | New Edubiase United   |
| Dormaa Ahenkro | Aduana Stars          |
| Bechem         | Bechem United (K)     |
| Berekum        | Berekum Arsenal       |
| Berekum        | Berekum Chelsea       |
| Cape Coast     | Ebusua Dwarfs         |
| Accra          | Hearts of Oak         |
| Accra          | Liberty Professionals |
| Accra          | Tudu Mighty Jets (K)  |
| Tema           | Tema Youth            |
| Tarkwa         | Medeama SC            |
| Tarkwa         | Wassaman United (K)   |
| Wa             | All Stars             |
| Kpandu         | Heart of Lions        |

## Az eddigi bajnokok
Korábbi győztesek sorrendben:Ghana - List of Champions. RSSSF, 2012
| - 1956 : Hearts of Oak (Accra) - 1957 : no championship - 1958 : Hearts of Oak (Accra) - 1959 : Asante Kotoko (Kumasi) - 1960 : Eleven Wise (Sekondi-Takoradi) - 1961/62 : Hearts of Oak (Accra) - 1962/63 : Real Republicans (Accra) - 1963/64 : Asante Kotoko (Kumasi) - 1964/65 : Asante Kotoko (Kumasi) - 1966 : Mysterious Dwarves (Cape Coast) - 1967 : Asante Kotoko (Kumasi) - 1968 : Asante Kotoko (Kumasi) - 1969 : Asante Kotoko (Kumasi) - 1970 : Great Olympics (Accra) - 1971 : Hearts of Oak (Accra) - 1972 : Asante Kotoko (Kumasi) - 1973 : Hearts of Oak (Accra) - 1974 : Great Olympics (Accra) | - 1975 : Asante Kotoko (Kumasi) - 1976 : Hearts of Oak (Accra) - 1977 : Sekondi Hasaacas (Sekondi) - 1978 : Hearts of Oak (Accra) - 1979 : Hearts of Oak (Accra) - 1980 : Asante Kotoko (Kumasi) - 1981 : Asante Kotoko (Kumasi) - 1982 : Asante Kotoko (Kumasi) - 1983 : Asante Kotoko (Kumasi) - 1984 : Hearts of Oak (Accra) - 1985 : Hearts of Oak (Accra) - 1986 : Asante Kotoko (Kumasi) - 1987 : Asante Kotoko (Kumasi) - 1988/89 : Asante Kotoko (Kumasi) - 1989/90 : Hearts of Oak (Accra) - 1990/91 : Asante Kotoko (Kumasi) - 1991/92 : Asante Kotoko (Kumasi) - 1992/93 : Asante Kotoko (Kumasi) | - 1993/94 : Goldfields (Obuasi) - 1994/95 : Goldfields (Obuasi) - 1995/96 : Goldfields (Obuasi) - 1996/97 : Hearts of Oak (Accra) - 1997/98 : Hearts of Oak (Accra) - 1999 : Hearts of Oak (Accra) - 2000 : Hearts of Oak (Accra) - 2001 : Hearts of Oak (Accra) - 2002 : Hearts of Oak (Accra) - 2003 : Asante Kotoko (Kumasi) - 2004/05 : Hearts of Oak (Accra) - 2005 : Asante Kotoko (Kumasi) - 2006/07 : Hearts of Oak (Accra) - 2007/08 : Asante Kotoko (Kumasi) - 2008/09 : Hearts of Oak (Accra) - 2009/10 : Aduana Stars (Dormaa) - 2010/11 : Berekum Chelsea (Berekum) - 2011/12 : Asante Kotoko (Kumasi) |  |

## Bajnoki címek eloszlása
| Klub               | Város                       | Bajnoki címek | Utolsó  |
| ------------------ | --------------------------- | ------------- | ------- |
| Asante Kotoko      | Kumasi, Ashanti             | 22            | 2011/12 |
| Hearts of Oak      | Accra, Greater Accra        | 20            | 2006/07 |
| Ashanti Gold       | Obuasi, Ashanti             | 3             | 1995/96 |
| Great Olympics     | Accra, Greater Accra        | 2             | 1974    |
| Eleven Wise        | Sekondi, Western            | 1             | 1960    |
| Real Republicans   | Accra, Greater Accra        | 1             | 1962/63 |
| Mysterious Dwarves | Cape Coast, Central         | 1             | 1966    |
| Sekondi Hasaacas   | Sekondi, Western            | 1             | 1977    |
| Aduana Stars       | Dormaa Ahenkro, Brong-Ahafo | 1             | 2009/10 |
| Berekum Chelsea    | Berekum, Brong-Ahafo        | 1             | 2010/11 |

## Külső hivatkozások
- Hivatalos honlap
- Információk Archiválva 2017. március 11-i dátummal a Wayback Machine-ben a FIFA honlapján
- Információk az RSSSF honlapján